# Alliance Oil
Alliance Oil Company Ltd. (innan 2009 West Siberian Resources Ltd., ursprungligen Vostok Oil Ltd.) är ett oljebolag som är verksamt i Ryssland och Kazakstan. Verksamheten startade år 1998. Bolaget har sitt säte i Hamilton på Bermuda. Alliance Oil har huvudkontor i Moskva. Verkställande direktör är Arsen Idrisov och styrelseordförande är Eric Forss.
Affärsidén är att producera olja, utveckla oljefält och prospektera efter olja. Företaget har drygt 7 000 anställda. Alliance Oil Company har 526 miljoner fat bevisade och sannolika oljereserver , en råoljeproduktion på omkring 42 700 fat per dag och raffineringskapacitet om 70 000 fat per dag. Deras nätverk av återförsäljare består bland annat av återförsäljare och egna bensinstationer i västra Ryssland.
Bolagets aktie var till mitten av december 2013 föremål för handel genom depåbevis på Stockholmsbörsens Large Cap-lista. Bolaget har tidigare varit föremål för handel på föregångaren till marknadsplatsen First North i Stockholm. 